# Otto Stadie
Otto „Fesele“ Stadie (* 10. März 1897 in Berlin; † 28. Juli 1977 in Velbert) war ein deutscher Krankenpfleger und Mitglied des SS-Sonderkommandos im Vernichtungslager Treblinka. Stadie wurde in den Treblinka-Prozessen zu sieben Jahren Zuchthaus verurteilt.

## Bis 1933
Stadie besuchte die Volksschule in Berlin und arbeitete anschließend als Bote und später in einer Klinik, wo er sich Kenntnisse in der Krankenpflege aneignete. Im Ersten Weltkrieg war er ab August 1914 Soldat. Dort wurde er zum Sanitäter ausgebildet und stieg in den Rang eines Sanitäts-Unteroffiziers und Sanitäts-Sergeanten auf. 
Nach dem Krieg war er in Breslau und heiratete dort. Er blieb jahrelang arbeitslos und bekam 1927 eine Beschäftigung in Berlin als Krankenpfleger. 1933 trat er in die NSDAP und in die SA ein und wurde SA-Rottenführer. Nach dem Ausbruch des Zweiten Weltkriegs war er im Polen- und am Frankreichfeldzug beteiligt und wurde als Sanitäts-Feldwebel entlassen.

## Tötungsanstalt Bernburg
Nach seiner Entlassung aus der Wehrmacht war er an der NS-Tötungsanstalt Bernburg angestellt und für Transporte von Geisteskranken aus Halle an der Saale, Neuruppin und Eberswalde nach Bernburg zuständig, wo sie ermordet wurden. 
In Bernburg lernte Stadie den Arzt Irmfried Eberl kennen, den späteren Kommandanten des Vernichtungslagers Treblinka. Später kam er als Sanitäter einer Einheit der Organisation Todt im Winter 1941/1942 nach Russland. 

## Vernichtungslager Treblinka
Im Sommer 1942 bis zum Juli 1943 war er als Verwaltungsleiter im Vernichtungslager Treblinka eingesetzt. Er war für die SS-Lagermannschaft und Ukrainer Wachmannschaft zuständig und bekleidete den Posten eines SS-Stabsscharführers. Er organisierte nach der Ankunft eines Transportes die planmäßige Durchführung der physischen Vernichtung. Er wies das deutsche und ukrainische Lagerpersonal, selbst bewaffnet mit einer Peitsche oder Schusswaffen, ein. Stadie wählte unter den Angekommenen Arbeitsjuden aus: „Die alten und kranken Juden liess er zur Erschiessung ins Lazarett bringen und spiegelte ihnen der Wahrheit zuwider vor, dass sie dort ärztliche Hilfe erhalten würden [...] In vereinzelten Fällen, in denen es beim Entladen eines Zuges Widerstand und Unruhe gab, machte er auch von seiner Schusswaffe Gebrauch. Wenn Schüsse über die Köpfe der Ankömmlinge wirkungslos blieben, schoss er auch in die Menschenmenge.“ Nicht nachgewiesen werden konnte ihm, dass es durch seine Schüsse Verletzte oder Tote gab. Stadie gab August Miete nachweislich den Befehl den Lagerältesten Benjamin Rakowski wegen des verbotenen Besitzes von Gold und Geld zu erschießen. Von den Häftlingen wurde er Fesele genannt, „weil er fett, klein [...] mit Wut verzerrtem Gesicht einer Bulldogge“ Reden vor den angekommenen Juden auf dem Bahnsteig des Vernichtungslagers hielt.
Im August 1943 wurde Stadie nach Italien zur Sonderabteilung Einsatz R beordert, wo er für Transport von Juden nach Deutschland zuständig war und bei der Sicherung und Bewachung strategisch wichtiger Straßen eingesetzt wurde.
Bei Kriegsende geriet er in amerikanische Kriegsgefangenschaft. 1945 wurde er aus dem Gefangenenlager Weilheim in Oberbayern nach Düsseldorf entlassen. Von dort zog er nach Duisburg und wohnte schließlich im Jahre 1946 in Nordenau im Sauerland, wo er als Privatpfleger arbeitete und Andenken verkaufte. Ab 1962 war er Rentner.

## Verhaftung und Urteil
Am 15. Juli 1963 wurde er als Rentner in Nordenau (Kreis Meschede) aufgrund des Haftbefehls des Landgerichts in Düsseldorf vom 24. Juni 1963 verhaftet. Am 3. September 1965 wurde er wegen Beihilfe zum gemeinschaftlichen Mord an mindestens 300.000 Menschen und Beihilfe zum Mord zu sieben Jahren Zuchthaus verurteilt. Am 17. Dezember 1965 wurde er aus der Haft entlassen.